# フリーダム (ニール・ヤングのアルバム)
『フリーダム』（Freedom）は、ニール・ヤングが1989年に発表した17作目のスタジオ・アルバム。

## 背景
「ロッキン・イン・ザ・フリー・ワールド」は2種類のヴァージョンが収録され、1979年のアルバム『ラスト・ネヴァー・スリープス』と同様、アルバムの冒頭とエンディングが、同じ曲のアコースティック・ヴァージョンとエレクトリック・ヴァージョンに挟まれる構成となった。収録曲のうち「ドント・クライ」、「エルドラド」、「オン・ブロードウェイ」は、本作に先行して日本、オーストラリア、ニュージーランドで限定発売されたEP『エルドラド』にも収録されていた曲で、「オン・ブロードウェイ」はドリフターズによる歌唱で知られる曲のカヴァーである。
「クライム・イン・ザ・シティ（60 TO 0パートI）」と「サムデイ」では、アルバム『ディス・ノーツ・フォー・ユー』に参加したホーン・セクションが引き続き起用された。「ハンギン・オン・ア・リム」と「ザ・ウェイ・オブ・ラヴ」では、リンダ・ロンシュタットがデュエット・パートナーに起用されており、前者はヤングとロンシュタットの2人だけで録音された。

## 反響・評価
アメリカのBillboard 200では35位に達し、ヤングにとって『トランス』（1983年）以来の全米トップ40アルバムとなった。イギリスでは5週全英アルバムチャート入りして最高17位となり、『ラスト・ネヴァー・スリープス』（1979年）以来の全英トップ20入りを果たした。
William Ruhlmannはオールミュージックにおいて5点満点中4.5点を付け「10年にわたって批評家やファンを混乱させた後、評価の面でも商業的な面でも大きな返り咲きを果たした」「ニール・ヤングのファンは、彼が『フリーダム』に匹敵する作品を作れるアーティストであることを知っている一方、今後二度と同等の作品を作れないのではないかと恐れていた」と評している。また、David Frickeは1989年11月2日付の『ローリング・ストーン』誌のレビューで満点の5点を付け、『ニール・ヤング・ウィズ・クレイジー・ホース』（1969年）、『ラスト・ネヴァー・スリープス』（1979年）といったアルバムを引き合いに出して「『フリーダム』は、ニール・ヤングが次の10年間を、再び怒りと恐怖にまかせて振り返ったサウンドである」と評している。

## 収録曲
特記なき楽曲はニール・ヤング作。
1. ロッキン・イン・ザ・フリー・ワールド - "Rockin' in the Free World (Live acoustic)" - 3:40
2. クライム・イン・ザ・シティ（60 TO 0パートI） - "Crime in the City (Sixty to Zero Part I)" - 8:44
3. ドント・クライ - "Don't Cry" - 4:15
4. ハンギン・オン・ア・リム - "Hangin' on a Limb" - 4:19
5. エルドラド - "Eldorado" - 6:05
6. ザ・ウェイ・オブ・ラヴ - "The Ways of Love" - 4:29
7. サムデイ - "Someday" - 5:42
8. オン・ブロードウェイ - "On Broadway" (Barry Mann, Cynthia Weil, Jerry Leiber, Mike Stoller) - 4:59
9. レッキング・ボール - "Wrecking Ball" - 5:09
10. ノー・モア - "No More" - 6:06
11. 遠すぎた道 - "Too Far Gone" - 2:48
12. ロッキン・イン・ザ・フリー・ワールド - "Rockin' in the Free World (Electric)" - 4:43

## 参加ミュージシャン
- ニール・ヤング - リード・ボーカル、ギター、ハーモニカ、ピアノ
- フランク・サンペドロ - ギター、キーボード、マンドリン、ボーカル
- リック・ローザス - ベース
- トニー・マーシコ - ベース(on #10)
- チャド・クロムウェル - ドラムス
- ベン・キース - アルト・サクソフォーン(on #2, #7)、ペダル・スティール(on #6, #11)、キーボード(on #10, #12)、ボーカル(on #11)
- リンダ・ロンシュタット - ボーカル(on #4, #6)
- ジョン・フーモ - トランペット(on #2, #7)
- トム・ブレイ - トランペット(on #2, #7)
- クロード・カリエ - トロンボーン(on #2, #7)
- スティーヴ・ローレンス - テナー・サクソフォーン(on #2, #7)
- ラリー・クラッグ - バリトン・サクソフォーン(on #2, #7)